# Stygobromus pizzinii
Stygobromus pizzinii är en kräftdjursart som först beskrevs av Robert Alan Shoemaker 1938.  Stygobromus pizzinii ingår i släktet Stygobromus och familjen Crangonyctidae. IUCN kategoriserar arten globalt som sårbar. Inga underarter finns listade i Catalogue of Life.